# Kymco

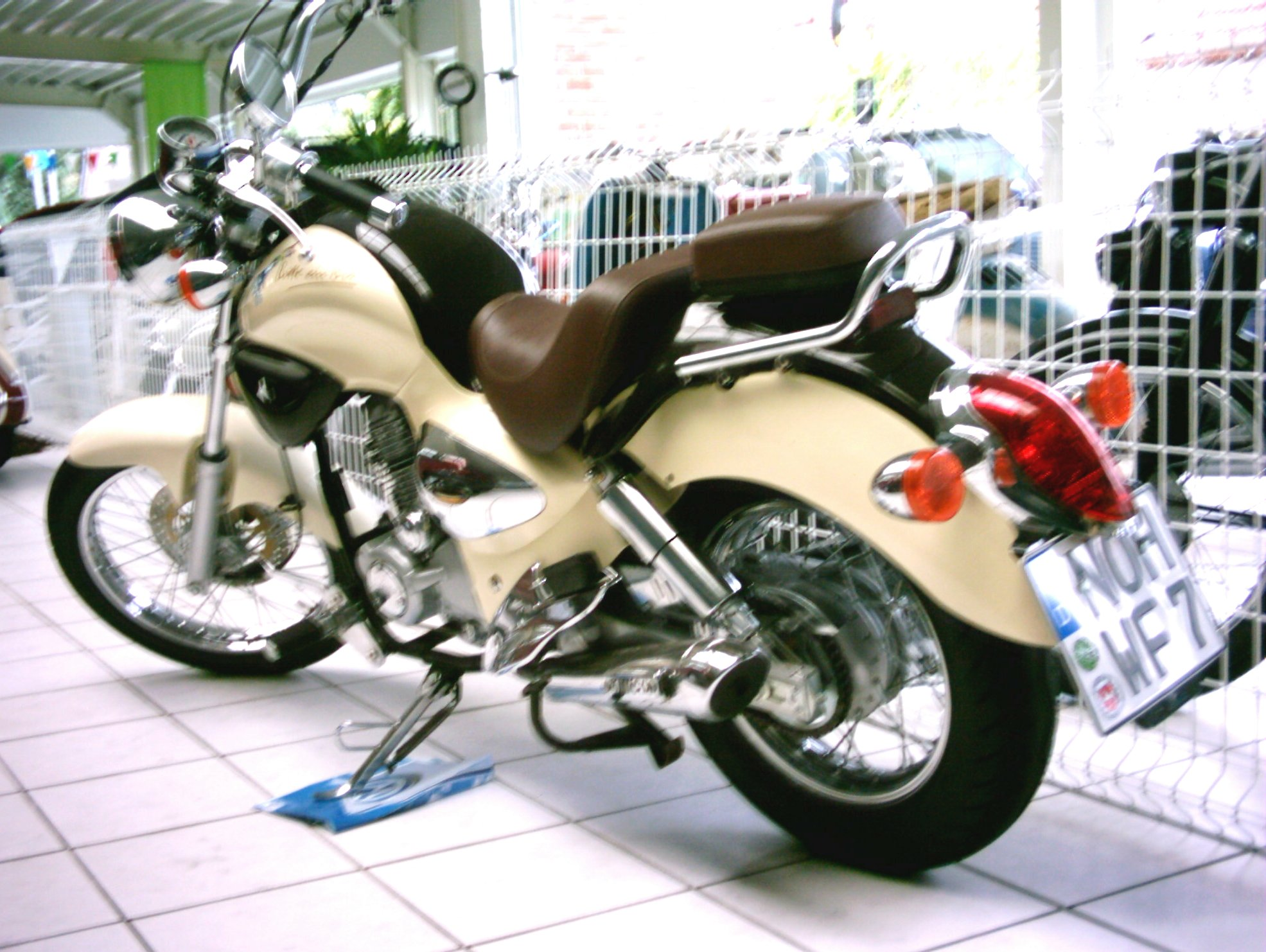
Kymco Hipster 125 cc

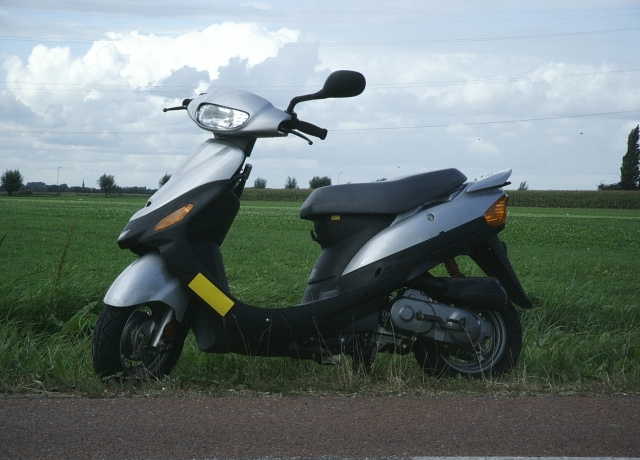
Kymco Filly-50cc-viertaktscooter

Kymco is een Taiwanese fabrikant van motorfietsen, scooters en quads. Het is de grootste fabrikant van scooters in Taiwan. Het in 1963 opgerichte bedrijf produceerde in eerste instantie onderdelen voor Honda. Vanaf 1970 bouwde Kymco ook scooters, maar pas vanaf 1992 deden ze dat ook onder de naam Kymco.
Het bedrijf is gevestigd in Kaohsiung in Taiwan. Er werken ongeveer 3000 mensen, die ongeveer 480.000 voertuigen per jaar produceren. Kymco heeft ook in Indonesië en China fabrieken.
Kymco is de merknaam voor Kwang Yang Motor Co, Ltd (traditioneel Chinees: 光陽工業; pinyin: Guāng Yáng Gōng Yè).
De 450cc-eencilinder uit de BMW G 450 X wordt bij Kymco geproduceerd.